# Septoria lycopersici
Septoria lycopersici är en svampart som beskrevs av Speg. 1881. Septoria lycopersici ingår i släktet Septoria och familjen Mycosphaerellaceae.   Inga underarter finns listade i Catalogue of Life.